# Drammi medicali
Drammi medicali è una webserie del 2009, distribuita su FlopTv, diretta, sceneggiata e interpretata da Maccio Capatonda. La prima stagione è stata trasmessa dal 16 febbraio al 26 aprile 2009 mentre la seconda dal 20 aprile al 21 giugno 2010.

## Trama
La serie si concentra sulle insolite vicende di un gruppo di medici capitanati dal primario, il dottor Giolsot.

## Personaggi
- Dottor Pino Medici (stagione 1-2), interpretato da Maccio Capatonda.
È una persona molto timida, influenzabile e piena di complessi.
- Dottor Ovidio Giolsot (stagione 1-2), interpretato da Elio (accreditato come Julio Hammurabi).
È il primario del reparto ed è estremamente appassionato, nella prima stagione, al teatro e, nella successiva, alla vanvera. Appena arrivato al reparto prende Nello sotto la sua ala.
- Guerino Saraullo (stagione 1-2), interpretato da Ivo Avido.
È un paziente malato di calvizie che riceve un trattamento superiore rispetto a quello degli altri pazienti.
- Dottor Nello Giordano (stagione 1-2), interpretato da Herbert Ballerina.
Neoassunto nella prima stagione, viene subito preso in simpatia dal dottor Giolsot.
- Dottor Ricchiuti (stagione 1), interpretato da Nick Malanno.
È fortemente attratto dalle malattie.
- Dottoressa Ivana Fogna (stagione 1-2), interpretata da Naomi Cognomi.
Innamorata del dottor Ricchiuti, per lui prende, dato il suo feticcio per le malattie, la rogna.
- Infermiera Nina (stagione 1-2), interpretata da Katherine J. Junior.
È una donna anziana che viene considerata comunemente dai dottori "una figa".
- Dario Malati (stagione 2), interpretato da Pippo Lorusso.
Viene assunto come medico in prova ed erroneamente viene considerato dal dottor Giolsot un campione di vanvera.

## Produzione
Le riprese interne si sono svolte presso l'Ospedale di Busto Arsizio.

## Episodi
Viene spiegato che: "dopo il grave insuccesso della prima stagione di Drammi medicali, il regista Pelo Ponneso cadde in malore, e decise che non avrebbe mai girato una seconda stagione. Passò direttamente alla terza".

### Prima stagione
| Nº | Titolo                      |
| -- | --------------------------- |
| 1  | Il Bacio di Norimberga      |
| 2  | La vecchia scimitarra       |
| 3  | Il barone del demonio       |
| 4  | Una gita al lago            |
| 5  | Una figlia mai avuta        |
| 6  | Un dito di troppo           |
| 7  | Viva la mamma               |
| 8  | I danari del re             |
| 9  | Essendo avuto               |
| 10 | La rivincita del candelabro |

### Seconda (terza) stagione
| Nº | Titolo                         |
| -- | ------------------------------ |
| 1  | Orte a Venezia                 |
| 2  | Tremore sui Pirenei            |
| 3  | I nani bassi                   |
| 4  | La pineta segreta              |
| 5  | Il monito del profeta          |
| 6  | Il ritorno delle navi meschine |
| 7  | La morte del drago             |
| 8  | Il torneo mascherato           |
| 9  | Il carattere del missionario   |
| 10 | Quella puntata di prezzemolo   |